# بالا رفتن (ترانه کیتی پری)
«بالا رفتن» (به انگلیسی: Rise) تک‌آهنگی از هنرمند اهل آمریکا کیتی پری است. این آهنگ در ۱۴ ژوئیه ۲۰۱۶ به عنوان یک سرود برای بازی‌های المپیک تابستانی ۲۰۱۶ منتشر شد. تهیه‌کننده این آهنگ مکس مارتین بود. دانلود این آهنگ از آی‌تیونز و اپل میوزیک امکان‌پذیر می‌باشد.

## پس‌زمینه و انتشار
کیتی این آهنگ را به عنوان «آهنگی که در درون من برای سالها آمیخته شده بود، تا اینکه در نهایت به سطح رسیده» توصیف کرد و قصد داشته‌است آن را به عنوان اثری که شنونده‌ها را مشتاق می‌کند منتشر کند در عوض اینکه آن را در آلبوم بگذارد «برای اینکه الآن بیشتر از هر وقت دیگری، دنیای ما نیاز دارد که متحد بشود» و «من نمی‌توانم به نمونه‌ای بهتر از ورزشکاران المپیک فکر کنم، طوری که آنها در شهر ریو با قدرت و شهامتشان جمع می‌شوند، که به ما یادآوری کنند چطور همهٔ ما می‌توانیم کنار هم باشیم، با راه‌حلی برای این که بهترینِ خودمان باشیم».
این آهنگ دربارهٔ پیروزی و صعود کردن بر فراز حریفان است.

## نماهنگ
نماهنگی تبلیغاتی از این آهنگ در ۱۵ ژوئیه ۲۰۱۶ به کارگردانی جوزف لی در حساب رسمی کیتی پری در یوتیوب و ویوو منتشر شد. در این نماهنگ ورزشکاران بسیاری از بازی‌های المپیک حضور دارند.

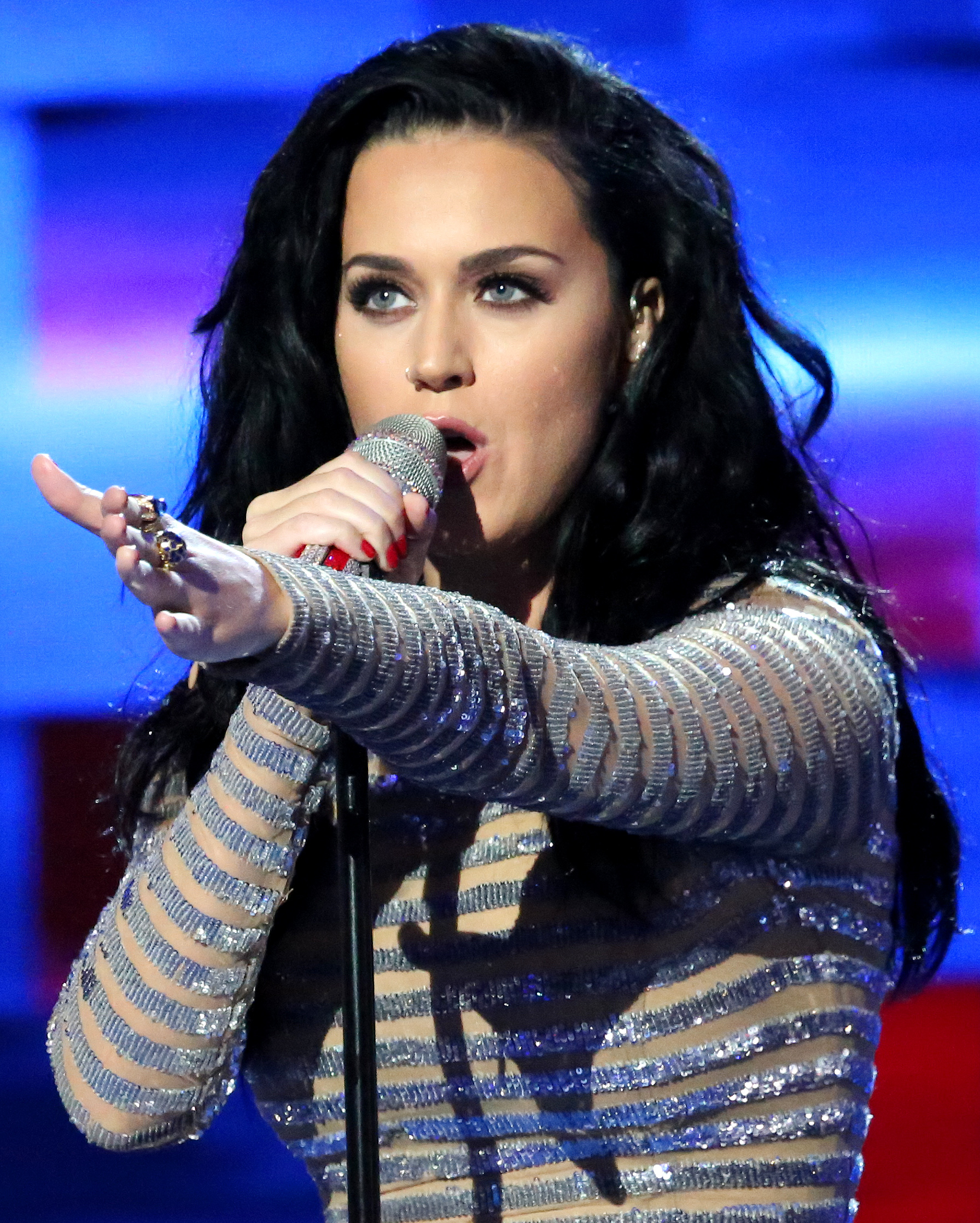
کیتی پری در حال اجرای آهنگ بالا رفتن در سال ۲۰۱۶

تیزری از نماهنگ رسمی در ۲۲ ژولای ۲۰۱۶ منتشر شد. تیزر دوم در ۱ اوت همین سال منتشر و اعلام شد که نماهنگ اصلی ۳ روز بعد منتشر می‌شود. پاول گور کارگردانی این نماهنگ را بر عهده داشت. در این نماهنگ پری در حال تقلا برای به پرواز انداختن چتر نجات خود و پرواز او بر روی دره و آب می‌باشد.

## تاریخ انتشار
| منطقه               | تاریخ         | فرمت                      | ناشر             | Ref.   |
| ------------------- | ------------- | ------------------------- | ---------------- | ------ |
| گسترده              | ۱۴ ژوئیه ۲۰۱۶ | دانلود دیجیتال رسانه جاری | کپیتال رکوردز    | [ ۳ ]  |
| ایالات متحده آمریکا | ۱۸ ژوئیه ۲۰۱۶ | بزرگ‌سالان داغ معاصر       | کپیتال رکوردز    | [ ۱۱ ] |
| ایالات متحده آمریکا | ۱۹ ژوئیه ۲۰۱۶ | رادیو موفق بزرگ‌سالان      | کپیتال رکوردز    | [ ۱۲ ] |
| ایتالیا             | ۱۵ ژوئیه ۲۰۱۶ | رادیو آهنگ‌های برتر موفق   | یونیورسال میوزیک | [ ۱۳ ] |

## جدول‌ها
| جدول (۲۰۱۶)                                     | رتبه |
| ----------------------------------------------- | ---- |
| آرژانتین (Monitor Latino)                       | ۱۱   |
| استرالیا (ای‌آرآی‌ای)                             | ۱    |
| اتریش (او۳ تاپ ۴۰ اتریش)                        | ۲۳   |
| بلژیک (اولتراتیپ فلاندرز)                       | ۲    |
| بلژیک (اولتراتیپ والونی)                        | ۱۲   |
| کانادا (۱۰۰ تک‌آهنگ داغ کانادا)                  | ۱۳   |
| ۱۵                                              |      |
| ۳۷                                              |      |
| ۱۸                                              |      |
| جمهوری چک (رادیو – تاپ ۱۰۰)                     | ۷    |
| ۴۶                                              |      |
| Euro Digital Songs (Billboard)                  | ۸    |
| ۱                                               |      |
| فرانسه (اس‌ان‌ئی‌پی)                               | ۳    |
| ۳۹                                              |      |
| مجارستان (رادیوس تاپ ۴۰)                        | ۲۱   |
| ۸                                               |      |
| ایرلند (ایرما)                                  | ۵۶   |
| ایتالیا (فدراسیون صنعت موسیقی ایتالیا)          | ۵۱   |
| Luxembourg Digital Songs (Billboard)            | ۷    |
| ۳۴                                              |      |
| ۹۵                                              |      |
| نیوزیلند (ریکوردد میوزیک ان‌زد)                  | ۲۶   |
| پرتغال (ای‌اف‌پی)                                 | ۸۴   |
| اسکاتلند (اوسی‌سی)                               | ۳    |
| اسلواکی (رادیو – ۱۰۰ آهنگ برتر)                 | ۴۱   |
| ۴۶                                              |      |
| سوئیس (شوایزر هیت‌پاراد)                         | ۱۵   |
| تک‌آهنگ‌های بریتانیا (اوسی‌سی)                     | ۲۵   |
| بیلبورد هات ۱۰۰ ایالات متحده                    | ۱۱   |
| ۱۲                                              |      |
| ۴۰ تک‌آهنگ برتر بزرگسالان ایالات متحده (بیلبورد) | ۱۲   |
| ترانه‌های باشگاه رقص ایالات متحده (بیلبورد)      | ۱    |
| ۴۰ آهنگ برتر جریان اصلی ایالات متحده (بیلبورد)  | ۲۳   |

## گواهی‌نامه‌ها
| منطقه                                                              | گواهی | واحد گواهی‌شده/فروش |
| ------------------------------------------------------------------ | ----- | ------------------ |
| استرالیا (آی‌اف‌پی‌آی استرالیا)                                       | طلا   | ۳۵٬۰۰۰             |
| * رقم فروش تنها بر پایهٔ گواهی‌ها. ^ رقم توزیع تنها بر پایهٔ گواهی‌ها. |       |                    |